# Shenzhen Open 2017
Das Shenzhen Open 2017 ist der Name eines Tennisturniers der WTA Tour 2017 für Damen sowie eines Tennisturniers der ATP World Tour 2017 für Herren in Shenzhen. Das Damenturnier findet vom 1. bis 7. Januar, das Herrenturnier vom 25. September bis 1. Oktober 2017 statt.

## Herrenturnier
→ Qualifikation: Shenzhen Open 2017/Herren/Qualifikation

## Damenturnier
→ Qualifikation: Shenzhen Open 2017/Damen/Qualifikation